# (33058) Kovařík
(33058) Kovařík, désignation internationale (33058) Kovarik, est un astéroïde de la ceinture principale.

## Description
(33058) Kovarik est un astéroïde de la ceinture principale. Il fut découvert le 22 octobre 1997 à l'Observatoire d'Ondřejov par Petr Pravec et Lenka Šarounová. Il présente une orbite caractérisée par un demi-grand axe de 2,29 UA, une excentricité de 0,10 et une inclinaison de 6,3° par rapport à l'écliptique.

## Compléments